# Attiches
Attiches ist eine französische Gemeinde mit 2.241 Einwohnern (Stand: 1. Januar 2022) im Département Nord in der Region Hauts-de-France. Sie gehört zum Arrondissement Lille und zum Kanton Templeuve-en-Pévèle. Die Einwohner werden Attichois und Attichoises genannt.

## Geografie
Attiches liegt etwa zwölf Kilometer südsüdwestlich von Lille. Umgeben wird Attiches von den Nachbargemeinden Seclin im Nordwesten und Norden, Avelin im Nordosten und Osten, Tourmignies im Osten und Südosten, Mons-en-Pévèle im Südosten, Thumeries und La Neuville im Süden sowie Phalempin im Westen. Durch den Westen der Gemeinde führt die Autoroute A1.

## Bevölkerungsentwicklung
| Jahr                       | 1962 | 1968 | 1975 | 1982 | 1990 | 1999 | 2006 | 2020 |
| Einwohner                  | 747  | 808  | 1607 | 1931 | 1954 | 2229 | 2270 | 2234 |
| Quellen: Cassini und INSEE |      |      |      |      |      |      |      |      |

## Sehenswürdigkeiten
- Kirche St. Elisabeth
- Kapelle
- Schloss Attiches, 1880 erbaut

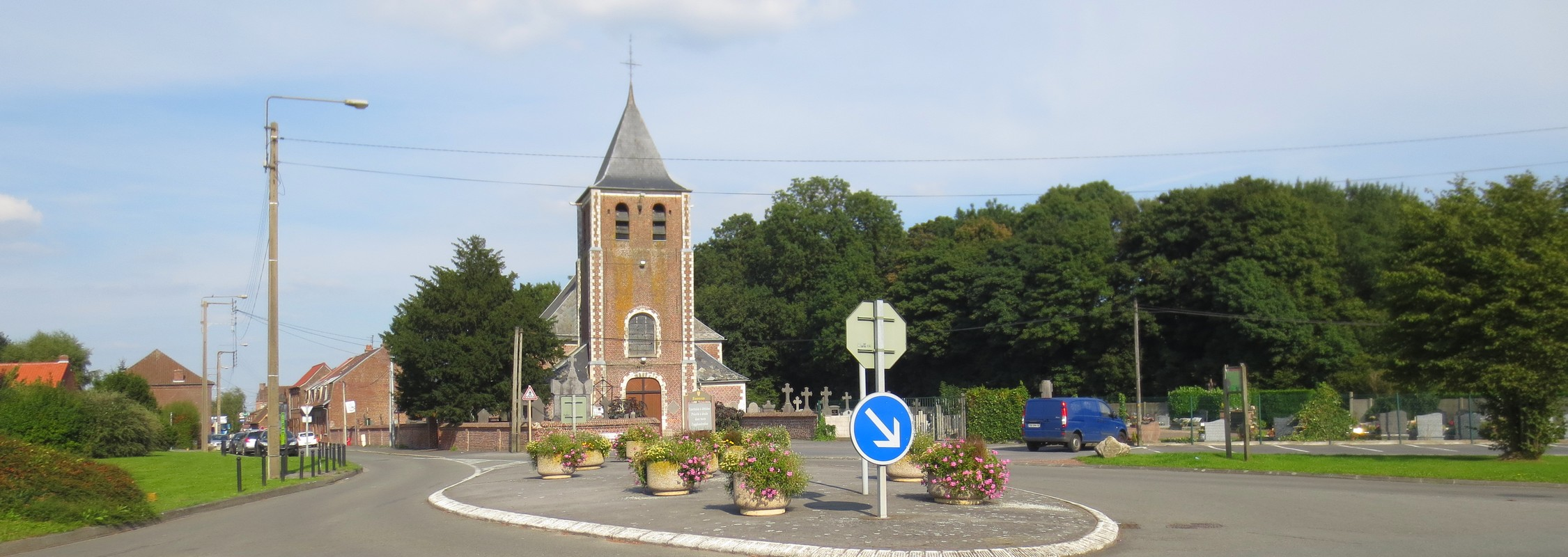
Ortseingang mit Blick auf die Kirche St. Elisabeth
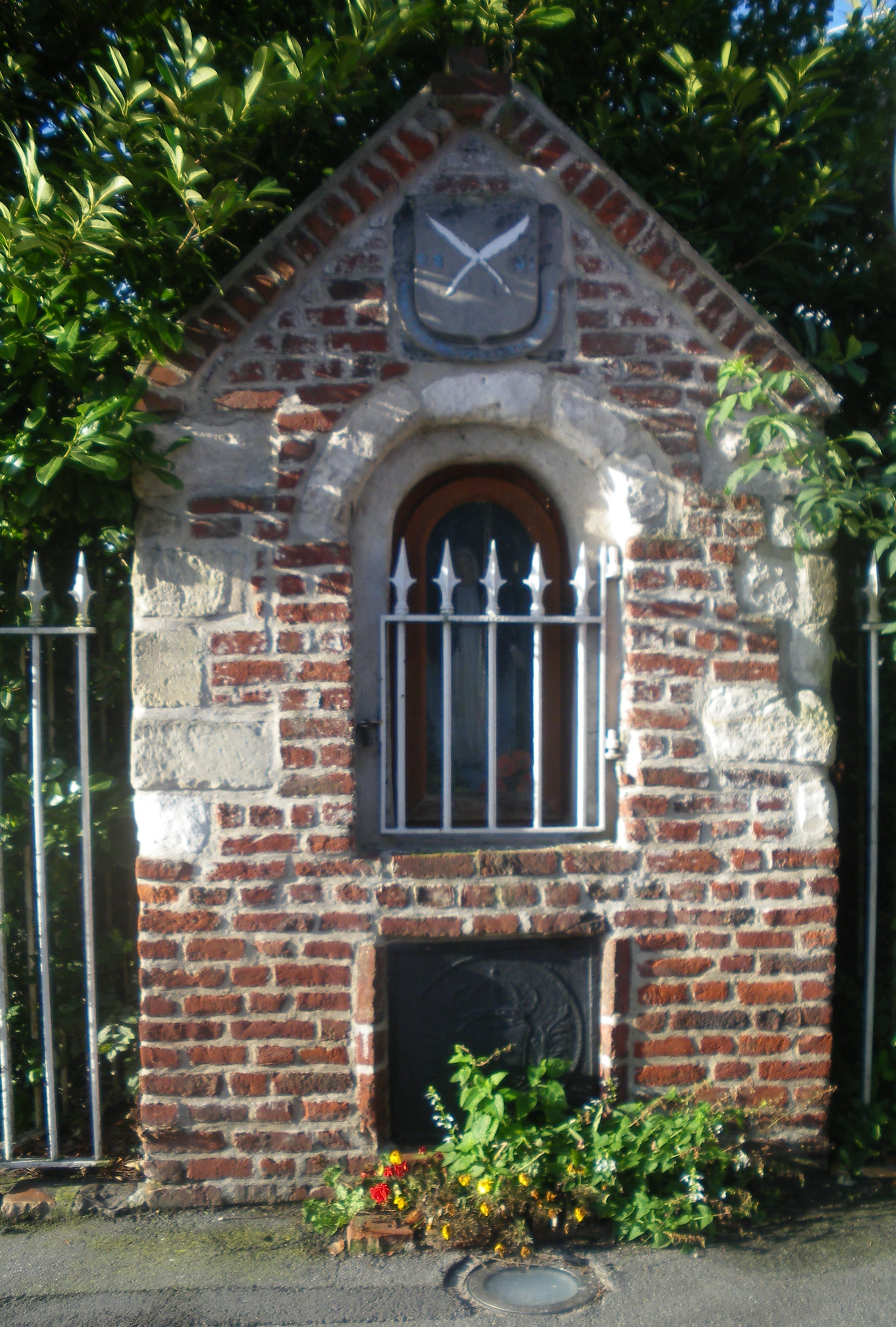
Kapelle in Attiches
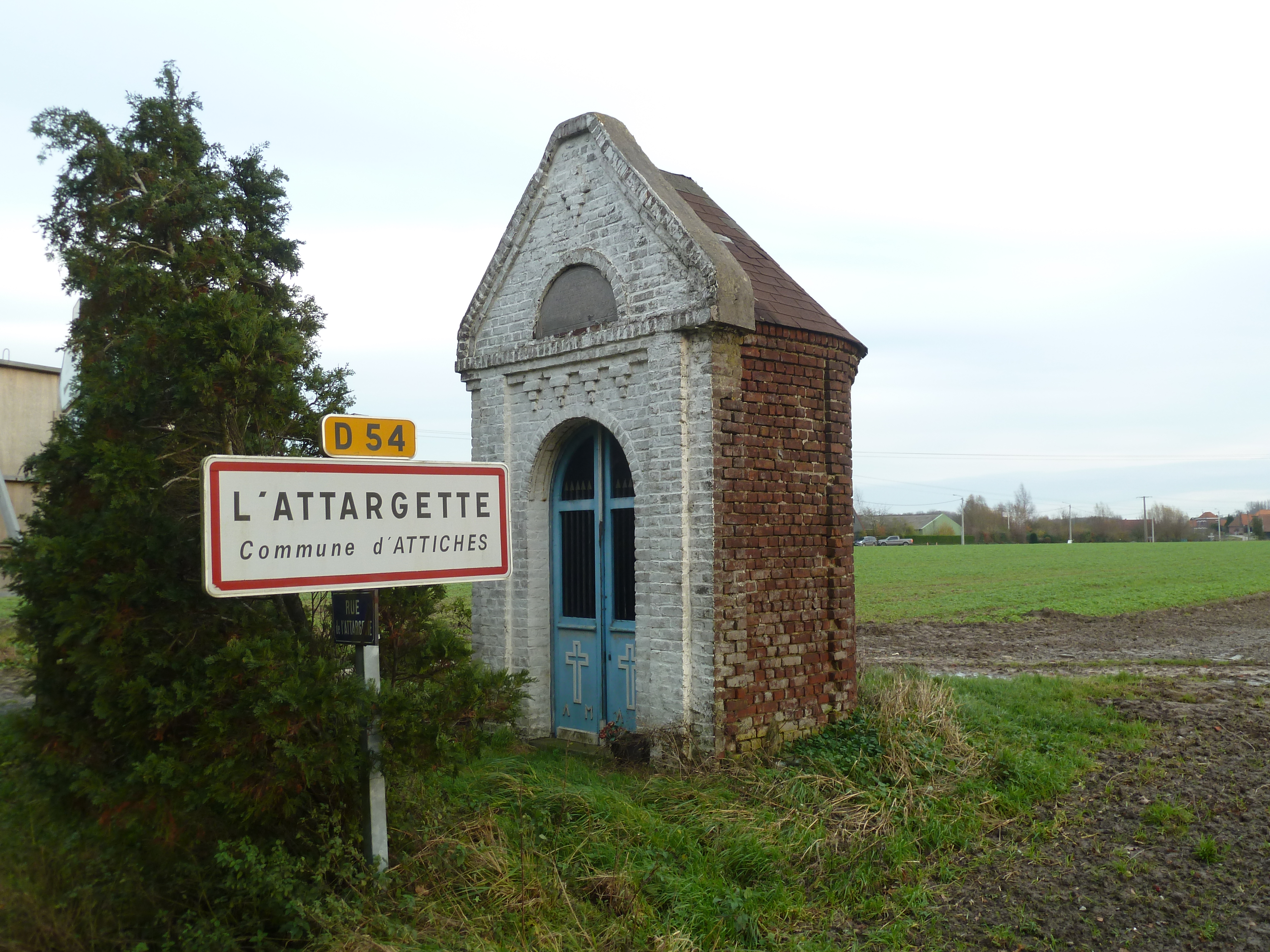
Kapelle im Ortsteil L'Attarguette
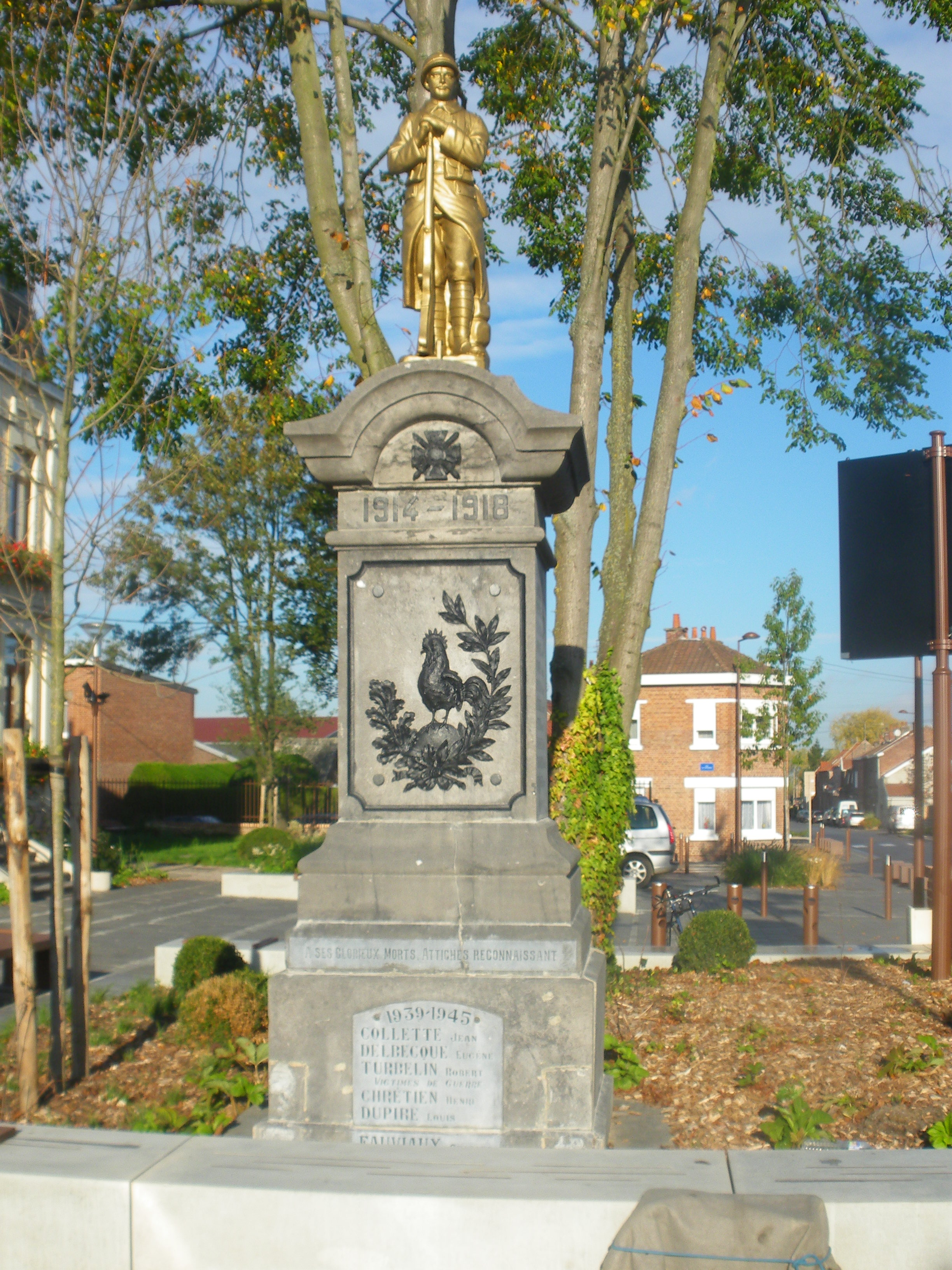
Gefallenendenkmal

## Folklore
Die beiden Riesenfiguren der Gemeinde heißen Eleyne und Gauthier.